# アジア太平洋国際大学
アジア太平洋国際大学（アジアたいへいようこくさいだいがく、英語: Asia-Pacific International University、タイ語: มหาวิทยาลัยนานาชาติเอเชีย-แปซิฟิก）はタイ王国の私立のキリスト教大学である。セブンスデー・アドベンチスト教会東南アジアユニオンミッションの唯一の高等教育機関。以前はミッションカレッジ（Mission College）という名称であったが、2009年に大学として認められ、現在の名称に変わった。
大学は三つの教育機関が統合して設立された。それぞれ、シンガポールの東南アジアユニオンカレッジとタイ王国のアドベンチスト病院看護学校、ミッションカレッジ（ムワックレック・キャンパス）である。付属研究機関としてエレン・G・ホワイト・ヘリテイジリサーチセンターと翻訳言語リサーチセンターがある。翻訳言語リサーチセンターでは、特にモン族やカレン族などの少数民族言語の資料翻訳を行っている。

## 歴史

### 東南アジアユニオンカレッジ
東南アジアユニオンカレッジ（Southeast Asia Union College：SAUC）は、大学の前身となる3教育機関のなかで最も古い機関であり、東南アジア地域で初のセブンスデー・アドベンチスト教会伝道師であったG・F・ジョーンズがシンガポールに創設したシンガポール訓練学校（中等教育）に始まる。1920年代初頭に、訓練学校はアッパー・セラングーン・ロードの広い敷地に移り、1990年代末まで運営された。
1950年代、訓練学校では高等教育を開始し、1956年短期大学（ジュニア・カレッジ）に昇格した。2年間の牧師訓練プログラムを導入し、続けて同様の教育と経営プログラムを導入した。1960年代にはいると、訓練校は小規模リベラル・アーツ・カレッジに成長し、教育学と神学の分野で学士課程を提供し始め、学生数は順調に増えていった。しかし、当時政府の基準に満たず、完全な大学としての認可が下りていなかった。 そこでカレッジは教育施設、資産の拡充を行い、他の海外のアドバンチスト系の大学とパートナーシップ形成を模索した。1984年アメリカ合衆国ワシントン州のワラワラ大学と提携することでアメリカの公認大学の学位プログラムを提供し始めた。1990年代中ごろにはさらに学位の種類も増え、経営、コンピュータ情報システム、オフィス行政、宗教、英語教授法などの学位の提供をはじめた。
1996年、シンガポール政府が都市交通開発事業のために大学の所有地を収用することを通達したため、教会主導陣はカレッジの移転を余儀なくされた。そこで1998年7月に在留学生を他の教育機関、カレッジに編入させ、シンガポールでの教育活動を終了。動産の一部は売り払って処分し、残りは新キャンパスとなるタイ王国サラブリー県のムワックレックキャンパスに移転した。

### ミッションカレッジ・看護学校
1937年バンコクで病院の建設が政府に認可され、プラッププラーチャイ五叉路にアドベンテスト病院を建設。その後すぐ1941年にバンコクに「バンコクアドバンチスト看護学校」を建設する計画を進め、開校認可を受けた。しかし第二次世界大戦により東南アジアでも戦端が開かれたため、数ヵ月後には海外医療関係者が東南アジアから退避。開校は延期された1945年に戦争が終結すると医療活動を再開し、1946年にバンコクアドバンチスト病院をバンコクドゥシット区ピッサヌローク通り430に移転した。その一年後の1947年、エレン・ワーデール看護婦長（Ellen Waddell）とルース・モンロー（Ruth Monroe）看護学校長の主導の下、病院建物内に看護学校を設立した。そのときの学校のミッションは、「適切な訓練、看護士の育成、若者たちへの神の愛の伝授」であった。ワッデル看護婦長は学生に一人一人に面接を行い、33名を第一期生として教育を施し、3年後の1950年に25名の看護婦に看護資格免状を授与した。1950年代の看護学校の初期発展期において、学校は急速に発展していった。 1955年、医療技術、X線技術、麻酔技術の各コースに続いて助産コースを開設した。しかし、これらのコースは医療、カリキュラム要件の変更に伴い、後にコースは閉じられることになる。1967年バンコクとチェンコーンに卒業した看護士向けの寮と設備を備えた助産クリニックを開設。更なるカリキュラム改正とプログラムの拡充で、助産教育は学校の基礎看護プログラムに組み込まれていった。1958年には三階建ての新寮と校舎がシリキット王妃の臨席の中で開館。その後、カレッジはタイ王室の庇護を受けることになった。
1980年代、サリニー・ナワラッタナ（Salinee Navaratana）の指導の下、タイ政府の看護士の専門性向上の方針に応える形で、学校は1986年に4年制看護科学学士コースを設立。1988年には新校舎を建設して、組織名称をミッションカレッジに変更した。その後、1990年にムアックレックキャンパスに1年次、2年次教育を移転。2000年までに、1,000人の看護士が卒業している。

### ミッションカレッジ・ムワックレックキャンパス
ムワックレックキャンパスは、若いタイのアドバンチスト教会信徒の教育のためにタイ国アドバンチスト教会と協力してキャンパスの開発が行われた。まず都市よりも学びの助けになると考えられ、キャンパスの立地はバンコク郊外の土地が選ばれ、1988年にミッションカレッジのバンコクサブキャンパスとして開設した。キャンパスの開設に伴い、無学位の牧師教育を行っていたタイ国アドバンチスト神学校が編入した。 
初期の新キャンパスの開発は、限られた資金源しかなく、まさに信仰上の難事業と言えた。しかし、教職員と学生が一緒になって、大切な課外活動として新キャンパスのために働き、施設を充実させていた。新キャンパスの開発は主に ヘレン・シュプレンゲル博士（Helen Sprengel）の協力を受けつつワイネ・ハムラ（Wayne Hamra）が実施した。1993年に教育省によって認可を受けた。1994年に最初の卒業生が巣立っていった。

### ミッションカレッジへの統合と刷新
1996年、シンガポールの東南アジアユニオンカレッジの閉校が決まると、教会主導層は、9ヶ月の移転に関する調査研究を行い、東南アジアユニオンカレッジの質の高い国際プログラムとミッションカレッジのタイ語プログラムを融合させて、タイのムワックレックに新しい国際教育機関を創設することにした。。
再編されたムワックレックのミッションカレッジの責務は、まず看護プログラムとタイ語プログラムの維持しつつ、学部レベル、大学院レベルで国際教育機関の基準に引き上げることであった。そこで大学格を得ることのできるレベルに教育レベルを早急に引き上げ、東南アジアの国々にサテライトキャンパスを置くという野心的な計画が計画された。
1997年新教職員と新教育プログラムの編成が早急に行われた。最初の学位として国際カリキュラムが1999年初頭に政府の承認を受け、2001年初頭までにさらに8つの国際プログラム専攻が承認された。
キャンパスの設備は再び大きく設計が変えられ、1500人の学生を収用し、教育する施設が建設された。
1997年から2001年のムワックレック・ミッションカレッジの教育施設再開発は、一回の教育施設開発プログラムとしては150年間のセブンデーアドベンチストの教育史の中で最大規模の投資となり、アメリカ合衆国からも2000万ドルを超える投資が行われた。
東南アジアユニオンミッションの教会代表ロビン・リッチズ牧師（Robin Riches）は東南アジア地域における高等教育の推進を支援し、この新組織の財政支援への門戸を開いた。この組織改変の中、シリポーン・タンティプーンウィナイ博士（Siriporn Tantipoonwinai）は新組織の学長に、ウォン・イェウチョン博士（Wong Yew-Chong）が副学長に就任し、新組織の教育プログラムの作成に従事した。またトム・マッセンギル（Tom Massengill）が会計を務め、施設計画を推し進めた。2002年7月、校舎、キャンパスの整備計画とともに完了した。

### アジア太平洋国際大学
2009年6月30日、タイ王国教育省大臣チュリン・ラクサナウィシット（Churin Laksanawisit）がこのカレッジに大学としての地位を与えることに署名し、同時にアジア太平洋国際大学と改名した。

## 教育
大学は6学部から構成される。
- 美術人文学部
- 経営学部
- 教育・心理学部
- 看護学部
- 宗教学部
- 理学部

### 国際プログラム
国際プログラムは、英語を授業言語として使用可能として用いるため、一定の条件を満たした国際学生、タイ人学生のみ受講可能。

#### 学士課程
学士課程は、経営、生物、看護、教育、宗教教育、神学などの学科を教えている。特に英語教授法もオプションとして学ぶことができる。
本大学は世界規模のセブンスデー・アドベンチスト教育システムに組み込まれており、アメリカ合衆国のラ・シエラ大学、グリッグズ大学やオーストラリアのアヴォンデールカレッジといった提携大学/カレッジと編入協定がある。

#### 大学院課程
三つの修士とひとつのディプロマのコースを提供している。教育学修士課程 (TESOL) プログラムはオーストラリアの提携大学であるアヴォンデールカレッジで提供している。

### タイ語プログラム
タイ語プログラムの学生は国際学生と同様の学位が与えられる（「教育」を除く）。授業使用言語が異なるだけである。ただし看護学士プログラムは英語とタイ語の両語で教える。

## 出版物
大学では週間ニュースレター『Newsbyte』を発行。さらに2学部がジャーナル『Catalyst』 （神学）と『The Scriptor』（美術人文学科）を発行。

## 提携教育機関
- サザンアドベンテスト大学（アメリカ合衆国）
- ワラワラ大学（アメリカ合衆国）
- グリッグズ大学（アメリカ合衆国）
- ラ・シエラ大学（アメリカ合衆国）
- ロマ・リンダ大学（アメリカ合衆国）
- ワシントン州立大学（アメリカ合衆国）
- アヴォンデールカレッジ（オーストラリア）
- ジェームズ・クック大学（オーストラリア）
- 三育大学校（韓国）
- 文藻外語学院（台湾）
- ベトナム国家大学ホーチミン市校情報工学大学（ベトナム）